# عبد الرحيم فقراء
عبد الرحيم فقراء (بالإنجليزية: Abderrahim Foukara)‏ (ولد في مراكش في 14 أبريل 1962) صحفي مغربي و أمريكي هو مدير مكتب قناة الجزيرة في واشنطن والمدير الجهوي للقناة في القارة الأمريكية. هو منتج ومقدم برنامج «من واشنطن» الذي يهتم بالمشهد السياسي الأمريكي وتفاعلاته مع منطقة الشرق الأوسط وشمال إفريقيا.
فقراء من أبناء حومة الزاوية العباسية، أحد أحياء مراكش العريقة، حيث يوجد ضريح أبي العباس السبتي. درس عبد الرحيم فقراء في المغرب إلى غاية مستوى الدراسات العليا المعمقة، قبل أن ينتقل إلى بريطانيا لإنجاز أطروحة الدكتوراه في الأدب الإنجليزي والتاريخ والحضارة الأمريكية.
عمل في بريطانيا في هيئة الإذاعة البريطانية بين 1990 و1999 كمراسل ومنتج قبل أن ينتقل للولايات المتحدة الأمريكية للاشتغال كمراسل ومنتج لفائدة البي بي سي ثم لقناة الجزيرة بعد ذلك.
لعبد الرحيم فقراء حضور قوي في وسائل الإعلام الأمريكية كمحلل سياسي دولي، وفي الملتقيات السياسية والعسكرية المهتمة بمنطقة الشرق الأوسط وشمال أفريقيا.

## مساره المهني
- 1990-1999: هيئة الإذاعة البريطانية، كصحفي ومقدم أخبار ومنتج ومكون.
- 1999-2001: منتج وصحفي في مشروع the World المشترك بين البي بي سي وشبكة الإذاعة الأمريكية (PRI) وإذاعة WGBH في بوسطن.
- 2001-2002: صحفي مراسل للبي بي سي من واشنطن.
- 2002-2003: صحفي مراسل لقناة الجزيرة في واشنطن.
- 2003-2006: مدير مكتب الجزيرة في الأمم المتحدة بنيويورك.
- منذ 2006: مدير مكتب الجزيرة في واشنطن.